# Desmodieae
Desmodieae je  tribus mahunarki iz potporodice Faboideae kojemu pripada nekoliko podtribusa od kojih su tri imenovana.

## Podtribusi i rodovi
1. Tribus Desmodieae Hutch.
  1. Subtribus Lespedezinae (Hutch.) B. G. Schub.
    1. Lespedeza Michx. (48 spp.)
    2. Kummerowia Schindl. (2 spp.)
    3. Campylotropis Bunge (41 spp.)

  2. Subtribus Desmodiinae
    1. Hylodesmum H. Ohashi & R. R. Mill (12 spp.)
    2. Trifidacanthus Merr. (1 sp.)
    3. Pseudarthria Wight & Arn. (7 spp.)
    4. Pleurolobus J. St.-Hil. (6 spp.)
    5. Polhillides H. Ohashi & K. Ohashi (1 sp.)
    6. Maekawaea H.Ohashi & K.Ohashi (3 spp.)
    7. Desmodium Desv. (186 spp.)
    8. Pedleya H. Ohashi & K. Ohashi (1 sp.)
    9. Pullenia H. Ohashi & K. Ohashi (1 sp.)
    10. Bouffordia H. Ohashi & K. Ohashi (1 sp.)
    11. Desmodiopsis (Schindl.) H. Ohashi & K. Ohashi (1 sp.)
    12. Huangtcia H. Ohashi & K. Ohashi (2 spp.)
    13. Oxytes (Schindl.) H. Ohashi & K. Ohashi (4 spp.)
    14. Tateishia H. Ohashi & K. Ohashi (3 spp.)
    15. Sohmaea H. Ohashi & K. Ohashi (8 spp.)
    16. Grona Lour. (48 spp.)
    17. Holtzea Schindl. (1 sp.)
    18. Ototropis Nees (14 spp.)
    19. Codariocalyx Hassk. (2 spp.)
    20. Leptodesmia (Benth.) Benth. (4 spp.)
    21. Pycnospora R. Br. ex Wight & Arn. (1 sp.)
    22. Mecopus Benn. (1 sp.)
    23. Alysicarpus Neck. (38 spp.)
    24. Desmodiastrum (Prain) A. Pramanik & Thoth. (3 spp.)
    25. Melliniella Harms (1 sp.)
    26. Eleiotis DC. (2 spp.)
    27. Hegnera Schindl. (1 sp.)
    28. Uraria Desv. (22 spp.)
    29. Urariopsis Schindl. (2 spp.)
    30. Christia Moench (11 spp.)
    31. Ougeinia Benth. (1 sp.)
    32. Aphyllodium (DC.) Gagnep. (9 spp.)
    33. Tadehagi H. Ohashi (8 spp.)
    34. Akschindlium H. Ohashi (1 sp.)
    35. Droogmansia De Wild. (22 spp.)
    36. Dendrolobium (Wight & Arn.) Benth. (18 spp.)
    37. Phyllodium Desv. (7 spp.)
    38. Ohwia H. Ohashi (2 spp.)
    39. Hanslia Schindl. (1 sp.)
    40. Verdesmum H. Ohashi & K. Ohashi (2 spp.)
    41. Nephrodesmus Schindl. (5 spp.)
    42. Arthroclianthus Baill. (19 spp.)
    43. Monarthrocarpus Merr. (2 spp.)

  3. Subtribus Kennediinae
    1. Shuteria Wight & Arn. (5 spp.)
    2. Afroamphica H. Ohashi & K. Ohashi (1 sp.)
    3. Kennedia Vent. (15 spp.)
    4. Hardenbergia Benth. (3 spp.)
    5. Vandasina Rauschert (1 sp.)

  4. Subtribus nov.
    1. Haymondia A. N. Egan & B. Pan (1 sp.)